# Scouting
scouting war eine seit 1984 vierteljährlich erscheinende deutsche Pfadfinderzeitschrift, die von 2013 bis 2019 als Jahrbuch vertrieben wurde. 

## Geschichte

### Zeitschrift

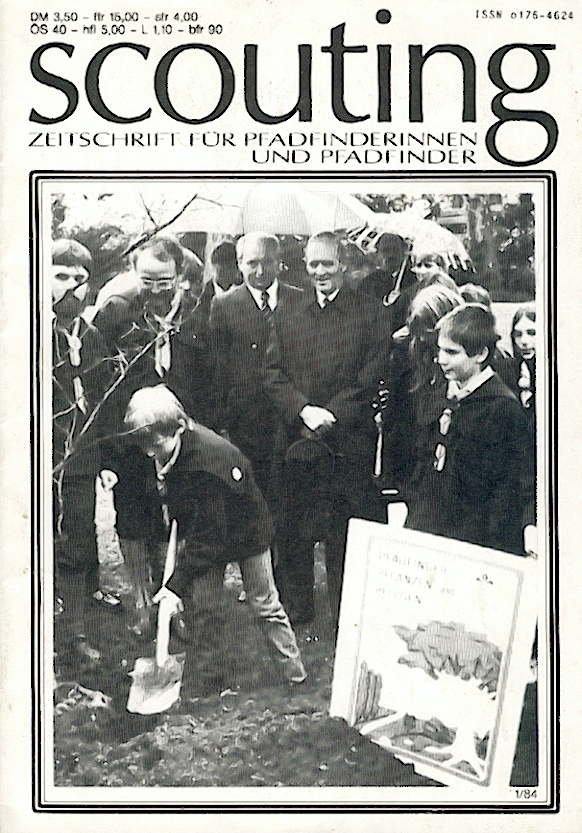
Titelbild der Erstausgabe (1/1984): Pfadfinder pflanzen im Beisein des Bundespräsidenten Carstens einen Amberbaum.

Die Gründung von scouting war maßgeblich von Klaus Hinkel und seinem Sohn Paul-Thomas Hinkel initiiert worden, wozu ein Team von weiteren ehrenamtlichen Redakteuren aus unterschiedlichen Pfadfinderbünden stieß. Klaus Hinkel und sein Sohn Paul-Thomas Hinkel stammen aus der Deutschen Pfadfinderschaft St. Georg (DPSG) und lehnten die pädagogischen Veränderungen der 1970er und 1980er Jahre insbesondere in der DPSG ab. Paul-Thomas Hinkel war daher auch maßgeblich an der Gründung des konservativen Untermerzbacher Kreises am 26./27. Juni 1982 beteiligt. Dort stand die Frage nach dem Pfadfindertum Baden-Powells und dem heutigen Verbandsleben der DPSG im Mittelpunkt. Nach Einschätzung der Teilnehmer dieses Treffens wurde das Pfadfindertum in der DPSG seit Jahrzehnten ausgehöhlt. Laut Paul-Thomas Hinkel bestand die DPSG-Bundesleitung in den 1970er Jahren aus „hochbezahlten, rotgrünen Funktionären“. Daher vereinbarte man, an alten Richtlinien festzuhalten und ging auf Konfrontationskurs mit der DPSG-Bundesleitung. Paul-Thomas Hinkel, Bezirksvorsitzender des DPSG-Bezirks Haßberge, wurde daraufhin wegen „verbandsschädigenden Verhaltens“ aus der DPSG ausgeschlossen.
Nach Ansicht der Katholischen Nachrichten-Agentur vertrat auch die Zeitschrift die kritischen Positionen gegenüber der DPSG-Bundesleitung, die innerverbandlich im von Paul-Thomas Hinkel mitgegründeten Untermerzbacher Kreis geäußert wurden.
Die Zeitschrift erschien ab 1984 vierteljährlich im Deutschen Spurbuchverlag, dem Gegenstück zum französischen Verlag „Signe de Piste“. 2002 benannte sich dieser in Spurbuchverlag um. Neben der Zeitschrift scouting erschienen dort Übersetzungen der französischen Originalwerke (Spurbücher) von Eric Lesprit, Jean-Louis Foncine oder Serge Dalens, aber auch Klassiker wie Das Pfadfinderbuch von Alexander Lion oder Die Blaue Blume des Wandervogels von Werner Helwig in Neuauflage.
Im Vorwort der ersten Ausgabe berief sich der Herausgeber auf den internationalen Charakter der Pfadfinderbewegung und forderte mehr Verständnis für die Pfadfinderbrüder auch im eigenen Land und über Bundes- und Verbandsgrenzen hinweg. Verantwortlich im Sinne des Presserechtes war von Anfang an Paul-Thomas Hinkel, der bis heute Chefredakteur blieb. Herausgeber ist sein Vater Klaus Hinkel.
In der ersten Ausgabe lautete der Untertitel „Zeitschrift für Pfadfinderinnen und Pfadfinder“. Die Zeitschrift war vollständig schwarz-weiß gedruckt. Ab 1989 wurde das Titelbild farbig, 1994 änderte sich der Untertitel in „Unabhängige Zeitschrift für Pfadfinderinnen und Pfadfinder“. Seit 1996 waren einzelne Innenseiten in Farbe gedruckt und ab 2006 erschien die Zeitschrift vollständig in Farbe. 2007 änderte sich der Untertitel erneut, diesmal zu „Abenteuer, Outdoor, Bewegung“. Das Format ist seit der Gründung unverändert DIN A4 hochkant.

### Jahrbuch
Seit Nummer 4/2012 erschien scouting nicht mehr vierteljährlich, sondern in Form eines Jahrbuchs. Die erste Ausgabe des Jahrbuchs wurde im Dezember 2013 ausgeliefert. Zudem wurde die aktuelle Berichterstattung in das Internet verschoben.
Das letzte Jahrbuch erschien 2019. Die Internetseite wurde Mitte 2024 deaktiviert.

## Name
Der Name scouting stammt aus dem Englischen und bezeichnet die Pfadfinderbewegung als Ganzes. scouting war außerdem der Name der allerersten Pfadfinderzeitschrift, die parallel mit Baden-Powells Bestseller Scouting for Boys vom Londoner Verleger Pearson herausgegeben wurde.

## Selbstverständnis und Leserkreis
Die Zeitschrift sah sich als einzige unabhängige Plattform für das gesamte deutsche Pfadfindertum. Ihre Berichterstattung erstreckte sich jedoch auch auf Themen und Persönlichkeiten der deutschen Jugendbewegung, wobei über bekannte wie unbekanntere Pfadfinderorganisationen und Gruppen der Jugendbewegung berichtet wurde. Im Jahr 2007 kamen Berichte aus 72 verschiedenen Organisationen, darunter waren elf Gruppen aus nicht-pfadfinderischen Bünden und Verbänden der deutschen Jugendbewegung.
Ein weiteres Ziel der Zeitschrift war es, den Blick über den Tellerrand der Gruppen zu ermöglichen, Führungskräften bei Problemen zu helfen und die Ziele der Pfadfinderarbeit deutlich zu machen. Im Editoral der Ausgabe 2/07 nahm der Chefredakteur Paul-Thomas Hinkel zur Leserschaft zudem wie folgt Stellung: „Wir wollen eine Pfadfinderzeitschrift für alle Pfadfinder auf den Tisch legen, dabei interessieren uns Bundeszugehörigkeiten überhaupt nicht. Wir sind weder auf der einen noch auf der anderen Seite – wir sind auf der Seite Baden-Powells.“
Ein zentrales Anliegen der Redaktion bestand zudem in der Dokumentation historischer pfadfinderisch-jugendbewegter Ereignisse und pfadfinderischen Lebens. Diese Artikel wurden vielfach mit teils einzigartigen Dokumenten und Fotografien aus dem Archiv von scouting und dem Spurbuchverlag ausgestattet. Vieles wurde auch von externen Artikelschreibern beigesteuert.

## Auflage und Verbreitung
Die Zeitschrift erreichte nach Eigenaussage 2007 eine verkaufte Auflage von 4000 Exemplaren. Die gedruckte Auflage betrug 2008 12.200 Exemplare, damit war sie eine der auflagenstärksten Pfadfinderzeitschriften Deutschlands. Die Zeitschrift sah sich in erster Linie als eine Abonnentenzeitschrift. Zudem wurde sie aber auch bei pfadfinderischen Veranstaltungen verteilt, außerdem erfolgte ein Wechselversand zu Werbezwecken. Verbreitet war sie vor allem Deutschland, ihr Versand erfolgte nach Aussage des Verlages auch in rund 20 weitere Länder. Bei einer vom Verlag durchgeführten Umfrage in den 1990er Jahren ergab sich eine Leseranzahl pro Heft von bis zu sechs Personen. Bei einer Umfrage zur Bekanntheit auf der Internetseite pfadfinder-treffpunkt.de erklärten Ende 2006 insgesamt 44 Prozent der Befragten, dass sie diese Zeitschrift kennen, jedoch nur 13 Prozent diese auch regelmäßig lesen.

## Rubriken
Den Schwerpunkt bildeten Fahrtenberichte, historische Artikel zur Pfadfinder- und Jugendbewegung sowie fachspezifische Interviews. Weitere Bestandteile waren das Forum, Gehört, Gesehen, Gelesen, Termine, Einladungen, Internationales und seit der Ausgabe 1/07 speziell für jüngere Gruppenführer die Praxisseiten. Die Zeitschrift verwendete bis zur Ausgabe 1/08 die herkömmliche deutsche Rechtschreibung.

## Die Redaktion
Die acht Mitglieder der Redaktion im Jahr 2007 stammten nach eigenen Angaben aus sieben verschiedenen Organisationen: der Deutschen Pfadfinderschaft Sankt Georg, dem Verband Christlicher Pfadfinderinnen und Pfadfinder, dem Bund der Pfadfinderinnen und Pfadfinder, dem Deutschen Pfadfinderverband, dem Deutschen Pfadfinderbund, der Katholischen Pfadfinderschaft Europas und der Europäischen Pfadfinderschaft Sankt Georg. In der Vergangenheit bildeten Vertreter aus dem Ring deutscher Pfadfinderverbände und dem Ring Deutscher Pfadfinderinnenverbände den größten personalen Anteil an der Redaktion. Neben diesem festen Redaktionsteam waren nach Eigenangabe in den vorhergehenden fünf Jahren zudem etwa 250 Korrespondenten aus über 100 verschiedenen Bünden am Inhalt von scouting beteiligt. Zu den Gastautoren gehörten Alexej Stachowitsch, Bundesführer des Jungenbunds Phoenix, Fritz-Martin Schulz, Bundesführer des Nerother Wandervogels, der Autor Piet Strunk, der Liedermacher Erik Martin, der Theologe Jochen Senft und der Pädagoge Hans E. Gerr. Die Zeitschrift wurde von ehrenamtlichen Kräften erstellt, sie hatte keine hauptamtlichen Mitarbeiter.

## Auszeichnungen
2003 erhielt die Zeitschrift für ihre 20-jährigen Verdienste um das deutsche Pfadfindertum den „Robert-Baden-Powell-Preis“ des Pfadfinder-Hilfsfonds. In der Laudatio hieß es über die Redaktion von scouting: „Unter anderem haben sie Ideen, Kraft und Mittel eingesetzt mit dem Ziel, den deutschen Pfadfindern eine Stimme zu geben, die über die Grenzen der unterschiedlichen Verbände und Bünde informativ, auch kritisch wertend, offen, lebendig und ohne Vorbehalte informiert. (…) Scouting trägt zur Einheit der deutschen Pfadfinder im Geiste und zur zunehmenden Information durch seine umfassende und weitestgehend objektive Berichterstattung bei.“

## Kritik
Scouting wurde besonders von der DPSG bis vor einigen Jahren negativ bewertet. So untersagte der Bundesvorstand der DPSG wiederholt die Zulassung von Redakteuren zu Veranstaltungen; dabei berief er sich auf eine Übereinkunft im Ring deutscher Pfadfinderverbände, nicht mit scouting zu sprechen. Dies lag zum einen an der pfadfinderischen Biographie von Klaus und Paul-Thomas Hinkel, zum anderen an als DPSG-kritisch empfundenen Stellungnahmen. Trotzdem gaben auch offizielle Vertreter der DPSG Stellungnahmen in der Zeitschrift ab und DPSG-Stämme reichten regelmäßig ihre Berichte zum Abdruck ein. Die Zeitschrift bot auch jenen Pfadfinderorganisationen ein Forum, die nicht Teil der Weltpfadfinderverbände World Organization of the Scout Movement und World Association of Girl Guides and Girl Scouts waren. Eine Zusammenarbeit mit diesen Gruppen wurde von den Mitgliedsorganisationen des Ringes deutscher Pfadfinderverbände und des Ringes Deutscher Pfadfinderinnenverbände lange Zeit weitgehend abgelehnt. Hier ist in den letzten Jahren eine deutliche Veränderung erfolgt. Die (Online-)Redaktion der Scouting wird bei Presseaussendungen des DPSG-Bundesvorstandes und Diözesanverbänden inzwischen berücksichtigt. Auch die im Spurbuchverlag erfolgte Veröffentlichung „Pfadfinderbünde& -verbände“, welche maßgeblich durch Scouting-Redakteure erstellt worden war, erfolgte unter aktiver Miteinbindung der Mitgliedsorganisationen des Ringes deutscher Pfadfinderverbände und des Ringes Deutscher Pfadfinderinnenverbände. Zahlreiche gemeinsame Veranstaltungen oder Stellungnahmen, welche in den letzten Jahren zwischen Mitgliedsorganisationen des Ringes deutscher Pfadfinderverbände und des Ringes Deutscher Pfadfinderinnenverbände und anderen deutschen Pfadfinderorganisationen erfolgt sind, belegen, dass auch hier eine vorsichtige Öffnung eingesetzt hat. Seit Start der Internetseite Scouting wurden über 320 Artikel mit Bezug auf die DPSG erstellt. Nicht zuletzt im Scouting-Jahrbuch wurde auch über Aktivitäten der DPSG berichtet.